# 油切り

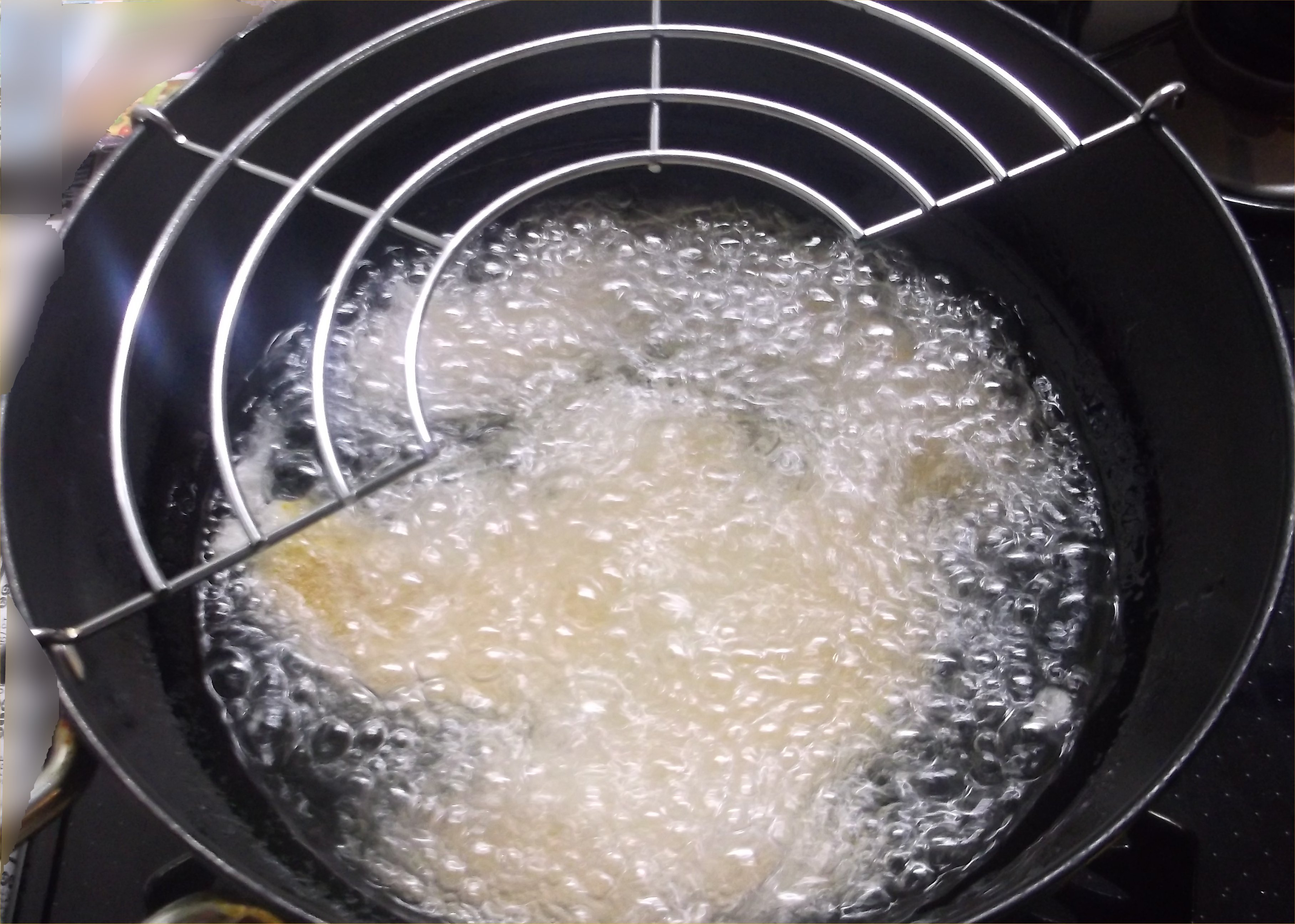
天ぷら鍋と油切り

油切り（あぶらきり）は、揚げ物を調理する際に油を切るために使用される網状のトレイである。たとえば天ぷらのように揚げた後に食品から余分な油を取り除く必要があるものが載せられる。
油切りは通常、金属製の菜箸や網じゃくし、天ぷら鍋と一緒に揚げ物の調理道具一式として使用される。